# Juniorvärldsmästerskapen i alpin skidsport 1985
Juniorvärldsmästerskapen i alpin skidsport 1985 avgjordes i Jasná i Tjeckoslovakien under perioden 28 februari-3 mars 1985 och var det fjärde världsmästerskapet för juniorer.

## Medaljfördelning
| Placering | Nation       | Guld | Silver | Brons | Totalt |
| 1         | Österrike    | 4    | 1      | 2     | 7      |
| 2         | Jugoslavien  | 1    | 1      | 1     | 3      |
| 3         | Italien      | 1    | 0      | 0     | 1      |
| 4         | Schweiz      | 0    | 3      | 3     | 6      |
| 5         | Västtyskland | 0    | 1      | 0     | 1      |
|           | Totalt       | 6    | 6      | 6     | 18     |

## Resultat Damer
| Datum            | Plats                  | Disciplin  | Guld           | Silver           | Brons              |
| 28 februari 1985 | Jasná, Tjeckoslovakien | Störtlopp  | Astrid Geisler | Heidi Zurbriggen | Chantal Bournissen |
| 1 mars 1985      | Jasná, Tjeckoslovakien | Storslalom | Anita Wachter  | Heidi Zurbriggen | Katja Lesjak       |
| 3 mars 1985      | Jasná, Tjeckoslovakien | Slalom     | Anita Wachter  | Heidi Zurbriggen | Chantal Bournissen |

## Resultat Herrar
| Datum            | Plats                  | Disciplin  | Guld               | Silver            | Brons           |
| 28 februari 1985 | Jasná, Tjeckoslovakien | Störtlopp  | Giorgio Piantanida | Hansjörg Tauscher | Patrick Ortlieb |
| 2 mars 1985      | Jasná, Tjeckoslovakien | Storslalom | Robert Žan         | Bernd Stöhrmann   | Johann Hofer    |
| 3 mars 1985      | Jasná, Tjeckoslovakien | Slalom     | Rainer Salzgeber   | Sašo Robič        | Paul Accola     |